# 교회재판소
교회재판소(敎會裁判所, ecclesiastical court, court Christian, court spiritual)는 교회안에서 영적이나 종교적인 문제들에 대한 관할을 갖는 법원이다. 중세시대는 국가가 발달되기 전에 큰 영향력을 가지고 있었다. 각 교파마다 법적인 판결의 근거들은 다양하다.

## 같이 보기
- Acta Curiae
- Courts of England and Wales
- Ecclesiastical crime
- Ecclesiastical ordinances
- Ecclesiastical prison